# 亨齊內

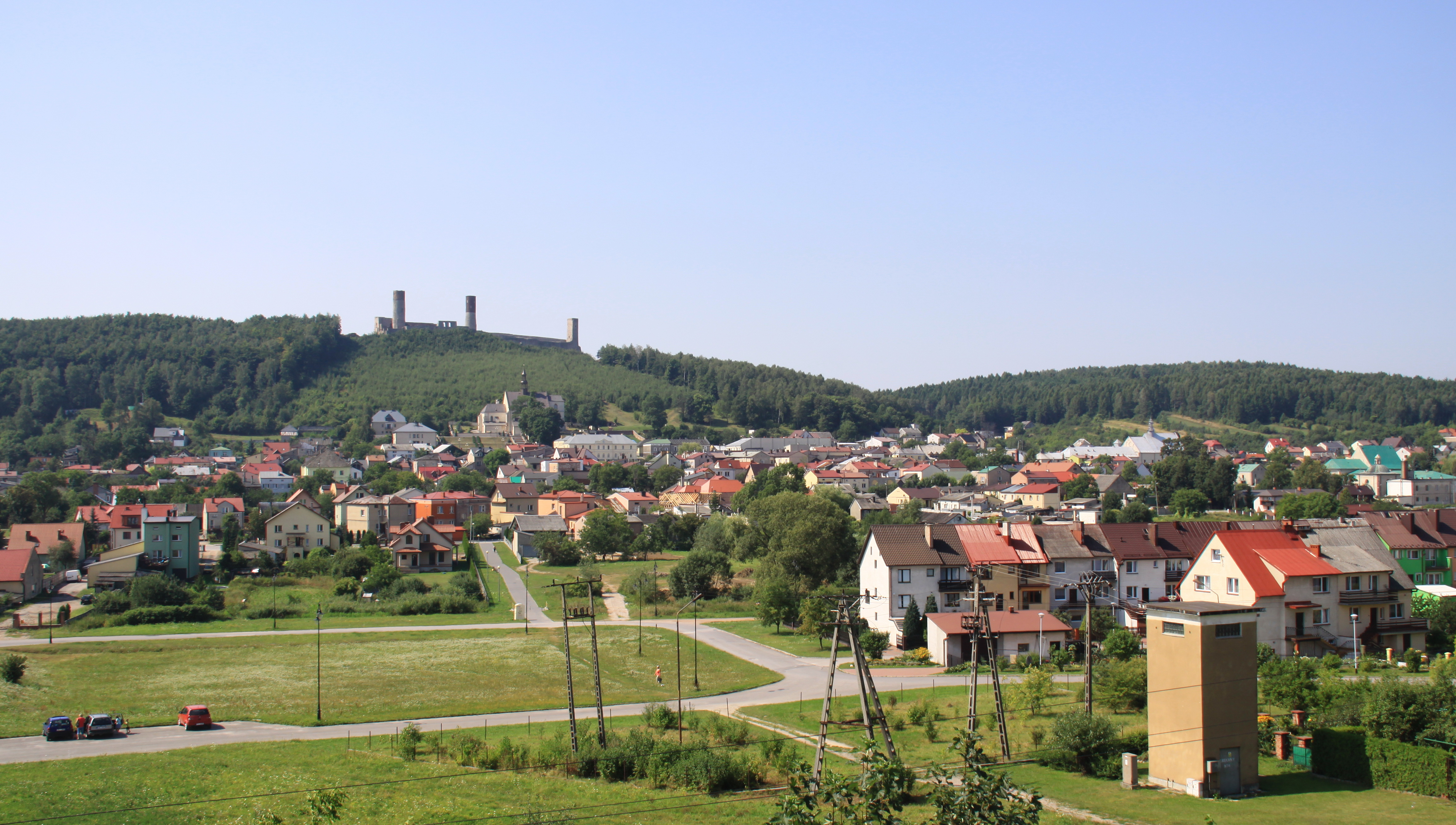

亨齊內（波蘭語：Chęciny）是波蘭的城鎮，位於該國東南部的聖十字省，距離首府凱爾采15公里。面積14.12平方公里，海拔高度275米，2021年人口4,377。第二次世界大戰期間，納粹德國在1939年至1945年期間佔領該鎮。
50°48′10″N 20°28′02″E / 50.80278°N 20.46722°E